# 52294 Detlef
52294 Detlef este un asteroid din centura principală de asteroizi.

## Descriere
52294 Detlef este un asteroid din centura principală de asteroizi. A fost descoperit pe 12 octombrie 1990 la Tautenburg de Freimut Börngen și Lutz Dieter Schmadel. Asteroidul prezintă o orbită caracterizată de o semiaxă mare de 2,43 ua, o excentricitate de 0,18 și o înclinație de 1,8° în raport cu ecliptica.